# Philydor atricapillus
Philydor atricapillus là một loài chim trong họ Furnariidae.